# 小喜盐草
小喜盐草（学名：Halophila minor）为水鳖科喜盐草属下的一个种。其种加词“minor”意为“较小的”。